# So You Think You Can Dance
So You Think You Can Dance (también abreviado como SYTYCD) es un espectáculo de competencias de danza estadounidense, que se transmite por Fox en los Estados Unidos y es el buque insignia de la serie internacional de la franquicia de televisión So You Think You Can Dance.
La primera temporada se estrenó el 20 de julio de 2005. Fue creado por los productores de American Idol Simon Fuller y Nigel Lythgoe y es producida por 19 Entertainment y Dick Clark Productions. La primera temporada fue presentada por la actual presentadora de noticias estadounidense, Lauren Sánchez, y desde la segunda temporada ha sido presentado por la ex-personalidad de televisión infantil británica y maestra de ceremonias de una sola vez en un espectáculo de juego, Cat Deeley.
El espectáculo cuenta con un formato de distintos niveles, donde los bailarines de una variedad de estilos entran en audiciones llevadas a cabo en algunas de las principales ciudades de Estados Unidos para mostrar su estilo único y su talento y, si se le permite seguir adelante, entonces se exponen, a través de nuevas rondas de audiciones, a probar su capacidad para adaptarse a diferentes estilos. Al final de este proceso, un pequeño número de bailarines son elegidos como finalistas. Estos bailarines se mueven a la fase principal de la competencia, donde realizan solos, dúos, y números de baile en grupo en una variedad de estilos. Ellos compiten por los votos de la audiencia que, junto con la entrada de un panel de jueces, determina si los bailarines avanzan a la siguiente etapa de semana a semana. El número de finalistas ha variado según lo determinado por el formato de una temporada, pero ha sido por lo general de 20 concursantes.
El espectáculo cuenta con una amplia variedad de estilos de baile estadounidenses e internacionales que van en un amplio espectro de música clásica, contemporáneo, baile de salón, hip-hop, street, club, jazz y los estilos musicales de teatro, entre otros, con muchos subgéneros dentro de estas categorías representados. La competencia trata de dominar estos estilos, que son por lo general, pero no siempre, asignado por suerte-de-dibujar el sistema en un intento por sobrevivir semanas sucesivas de la eliminación y ganar un premio de dinero (normalmente $250.000) y, a menudo otros premios, así como el título de "bailarín favorito de Estados Unidos". En nueve temporadas, los ganadores han sido Nick Lazzarini, Benjamin Schwimmer, Sabra Johnson, Joshua Allen, Jeanine Mason, Russell Ferguson, Lauren Froderman, Melanie Moore, Eliana Girard y Chehon Wespi-tschopp. El programa ha ganado siete premios Emmy a la Coreografía Sobresaliente y un total de nueve premios Emmy en total.
El programa se convirtió en el Nº 1 nominal del espectáculo en el verano de 2006 para los adultos de 18-49 durante su segunda temporada pero a partir de la cuarta temporada poco a poco ha disminuido en las calificaciones, aunque todavía los promedios de más de 5 millones de espectadores por episodio, como de la octava temporada de la finalización. El espectáculo ha sido renovado para una novena temporada, pero volverá a un formato de una vez por semana. Un Spin-offs comenzó en agosto de 2006 y hasta la fecha, 23 adaptaciones de So You Think You Can Dance, se han producido en 24 países diferentes.

## Formato del espectáculo
Una temporada típica de So You Think You Can Dance se divide entre un proceso de selección, durante el cual los expertos jueces seleccionan a los competidores de un amplio grupo de bailarines de candidatos, y una fase de concurso, en la que estos 'finalistas' (más típicamente conocido como el 'Top 20') compiten por los votos de los espectadores en casa. Aunque se ha producido en el transcurso de meses, la fase correspondiente a la selección es altamente editada y constituye normalmente sólo las primeras 2-3 semanas de episodios emitidos, con los episodios de competencia que forman los restantes 8-9 semanas de la temporada.

### Selección de los finalistas
El proceso de selección puede dividirse en dos etapas distintas: las audiciones abiertas y la 'Semana de Las Vegas'.  Las audiciones abiertas toman lugar en 5 o 6 ciudades importantes estadounidenses por cada temporada y son típicamente abiertas a cualquier persona de entre 18 y 30 años al momento de audicionar. Las ciudades donde las audiciones toman lugar, cambian temporada a temporada, pero algunas, como Los Ángeles y Nueva York, tienen su audición casi todos los años.  Durante esta etapa, los bailarines realizan una pequeña rutina de baile (por lo general solos, pero los dúos y grupos están permitidos) frente a un panel de expertos en baile, generalmente liderado por el creador y productor ejecutivo del programa, Nigel Lythgoe. Este panel decide luego si el bailarín ha demostrado una habilidad suficiente para avanzar a la siguiente etapa. Si el bailarín exhibió una habilidad excepcional durante la rutina, los jueces le otorgan un "ticket a Las Vegas", habilitándolo para avanzar instantáneamente una etapa más en la competencia.  Alternativamente, si los jueces dudan acerca del bailarín, le piden al concursante que aguarde ahasta el final de la jornada de audiciones para participar en una pequeña prueba y demostrar una vez más la capacidad de baile.
La segunda etapa del proceso de selección - también llamada "Semana Las Vegas" (en referencia a la ciudad Las Vegas, donde fue llevada a cabo desde la temporada 2) - es un extenuante proceso de un día en donde los posibles finalistas aún en competencia son testeados en su habilidad de baile, su resistencia y sus capacidades de rendir exitosamente bajo presión. Loas bailarines son puestos a realizar una batería de rondas que ponen a prueba sus habilidades para la elección de varios estilos (típicamente aquellos más conocidos y que luego son los más realizados durante la competencia, como el hip-hop, el jazz, elballroom y el contemporáneo). Adicionalmente, son requeridos a realizar rutinas sobre la base de sus elecciones y, desde la temporada 2, participar en una rutina grupal para la cual varios grupos armados al azar, deben demostrar sus habilidades en la elección de la música y comunicarse profesionalmente para armar una coreografía en grupo, siendo ésta, la única etapa del programa en donde los concursantes se deben coreografiar a sí mismos. La Semana de Las Vegas es a menudo mencionada como una de las etapas más estresante y exhaustiva de la competencia; cada ronda sucesiva finaliza con un corte en la cantidad de concursantes, siendo algunos bailarines eliminados de la competencia, mientras que a otros se les otorga una muy corta cantidad de tiempo para adaptarse a estilos con los que no son familiares, generando un gran cansancio en algunos de ellos, y hasta la falta de sueño. Al final de este proceso, usualmente menos de 40 concursantes continúan en competencia cuando son elegidos los finalistas que ingresan a la competencia principal. La mayoría de las temporadas ha comenzado con 20 finalistas, pero la temporada 1 fue presentada con un Top 16 y la temporada 7 con un Top 11.

### Competencia principal: Del Top 20 al Top 10
Siguiente a la "Semana Las Vegas", el show comienza a transitar fsu fase de competencia regular, la cual dura hasta el final de la temporada. La etapa de competencia se divide en 8-9 semanas, con típicamente dos noches por semana (una "noche de presentaciones" y una "noche de resultados"), con dos concursantes eliminados por semana (o en el cano de la temporada 7, sólo uno). Los bailarines son divididos en parejas (conformándose en algunas temporadas por un sorteo al azar, y en otras por elección del jurado) compuestas por un hombre y una mujer, las cuales duran por casi todo el resto de la competencia, siempre y cuando ninguno de sus integrantes sea eliminado. Estas parejas presentan 1-2 dúos durante la noche de presentaciones, con estilos de baile elegidos al azar. Estos dúos, junto con las presentaciones que no incluyen a los solos que realizan los bailarines, son coreografiados por coreógrafos profesionales, conocidos dentro de Estados Unidos, o algunos incluso a nivel mundial. Junto a la mayoría de las presentaciones realizadas por cada pareja, se enseña un video que recopila los momentos de preparación de la rutina que presentarán; estos videos son mostrados no sólo para demostrar el gran esfuerzo realizado por las parejas durante la semana, sino que además con la finalidad de que cada concursante pueda mostrar más facetas de su personalidad, así como también la posibilidad del coreógrafo para explicar la temática, narrativa e interpretación de la rutina a presenare. Siguiendo la presentación de cada pareja, el panel de jueces de cada semana (que incluye temporadas tras temporadas, y semana a semana, invitados especiales como ser la gran mayoría de expertos invitados durante las audiciones, la Semana Las Vegas, así como también grandes bailarines reconocidos, coreógrafos e incluso concursantes temporadas anteriores) realiza críticas constructivas, evaluando además la presentación realizada, y la técnica de cada bailarín. Cada presentación, junto a los videos previamente enseñados y las críticas posteriores del jurado, ocupan la totalidad de la duración del show de presentaciones, pero en las porciones finales del show, son reemplazados por presentaciones solistas o grupales de concursantes eliminados o en competencia. Cada noche de presentaciones finaliza con un video resumen con imágenes de las presentaciones realizadas, junto a las cuales pueden verse los números telefónicos correspondientes a cada concursante, y a través de los cuales el público realiza la votación. Durante la temporada 8, la votación pudo realizarse además, vía web. Una noche típica de presentaciones, tiene una duración de dos horas, con comerciales incluidos.
Las noches de resultados son emitidas generalmente el día siguiente a la noche de presentaciones, y en su apertura, los concursantes aún en competencia realizan una presentsación fuera de competencia. El principal propósito de estas noches es determinar quienes serán los eliminados de la semana, pero en estos episodios se puede ver además las presentaciones de bailarines o artistas invitados, así como también de videos que enseñan el camigo de cada concursante a lo largo de la competencia. Luego de un breve resumen de la noche de presentaciones anterior, los y las concursantes en el "bottom three" (aquellos tres concursantes con la mejor cantidad de votos recibidos en cada grupo, es decir, en las mujeres y en los hombres) son revelados. Cada uno de los seis bailarines en riesgo de ser eliminados, debenr realizar una presentación solista de baile improvisado, intentando sorprender y convencer al jurado, y permanecer en la competencia. Los jueces luego, determinan que hombre y que mujer (no necesariamente de la misma pareja) son eliminados. Los concursantes eliminados reciben un video de despedida, con sus mejores momento dentro de la competencia. Si los concursantes eliminados no pertenecían a la misma pareja, los concursantes que quedaron solos formarán una nueva para la próxima noche de presentaciones. En ciertas ocasiones, el jurado decidió no eliminar a ningún concursante, permitiéndole a todos avanzar a la siguiente semana, durante la cual se produce una eliminación doble, es decir, con la doble cantidad de eliminados usuales. Las noches de Resultados tienen una duración variada que va de 1 a 2 horas, con comerciales incluidos.

### Competencia principal: Del Top 10 a la final
Para el tiempo en el que el show llega a la fase de competencia en el Top 10, hay cambios típicos que se producen temporadas tras temporada. Las parejas se separan y para cada semana se formará una nueva, rotando entre los concursantes (por lo que pueden repetirse las parejas en más de una oportunidad). Adicionalmente, las votaciones comienzan a ser individuales y no en parejas. Además, los jueces prefieren no utilizar su poder de salvación, permitiendo que los votos del público sean los que decidan la eliminación de cada semana, de modo que sólo realizan críticas acerca de la presentación de cada concursante. Aun así, una noche de resultados sigue emitiéndose. Cada temporada, se produce una gran final en la última semana, que generalmente se lleva a cabo cuando el show llega a un Top 4 (aunque en la temporada 6 hubo un Top 6 de finalistas, y en la temporada 7 hubo un Top 3). En la noche final de presentaciones, los concursantes aún en competencia realizan presentaciones en parejas (pueden producirse rutinas de parejas compuestas por dos hombres y por dos mujeres), mientras que los concursantes eliminados realizan presentaciones individuales, en parejas o en grupo, a lo largo de la noche. La noche final de resultados, es por lo general, la noche de mayor producción en las presentaciones de cada temporada, y cuenta con las presentaciones más aclamadas de la temporada, las últimas presentaciones de los finalistas, presentaciones de bailarines invitados (los cuales incluyen a concursantes de temporadas pasadas, así como concursantes del formato en otros países del mundo), presentaciones musicales y múltiples videos que exponen los mejores momentos de la temporada. La noche culmina con el anunciamiento del ganador de la temporada, decidido por los votos de la noche anterior. Luego del final de temporada, el Top 10 en ciertas ocasiones, participa de una gira por el país, a lo largo de varios meses, presentando las mejores rutinas de cada temporada, así como otras nuevas.

### Variaciones
Mientras que las descripciones realizadas arriba corresponden al formato típico de una temporada, ha habido grandes variaciones en algunas temporadas del show. Mientras que la mayoría de temporadas comienza con un Top 20 de finalistas, la temporada 1, siendo la temporada más corta de todas, comenzó con un Top 16 de finalistas, y en su noche de resultados final contó con la presencia de un formato de improvisación que nunca más volvió a verse en el show. Emitida en otoño (en oposición al verano, época en la cual se emiten casi todas las temporadas), la temporada 6 tuvo algunos recortes en la duración de cada episodio, y finalizó con un Top 6 de finalistas, en lugar de un Top 4. Esta temporada fue además, la primera en emitir un episodio "showcase", es decir, un episodio que muestra todos los momentos desde la selección de finalistas, hasta el comienzo de la etapa de competencia principal
La temporada 7 es probablemente la temporada más única en términos de alteraciones en el formato; esta temporada, en lugar de comenzar con un Top 20, comenzó con un Top 11, eliminando a un solo concursante por semana, y finalizando con un Top 3. Esta temporada fue la primera en incluir concursantes 'All-Stars', es decir, exconcursantes que regresan por una segunda oportunidad. Como resultado de su alterado formato, la temporada 7 se convirtió en la primera que contó con la conformación de parejas conformadas por concursantes del mismo sexo, fuera de la noche de resultados final.

### Panel de jueces

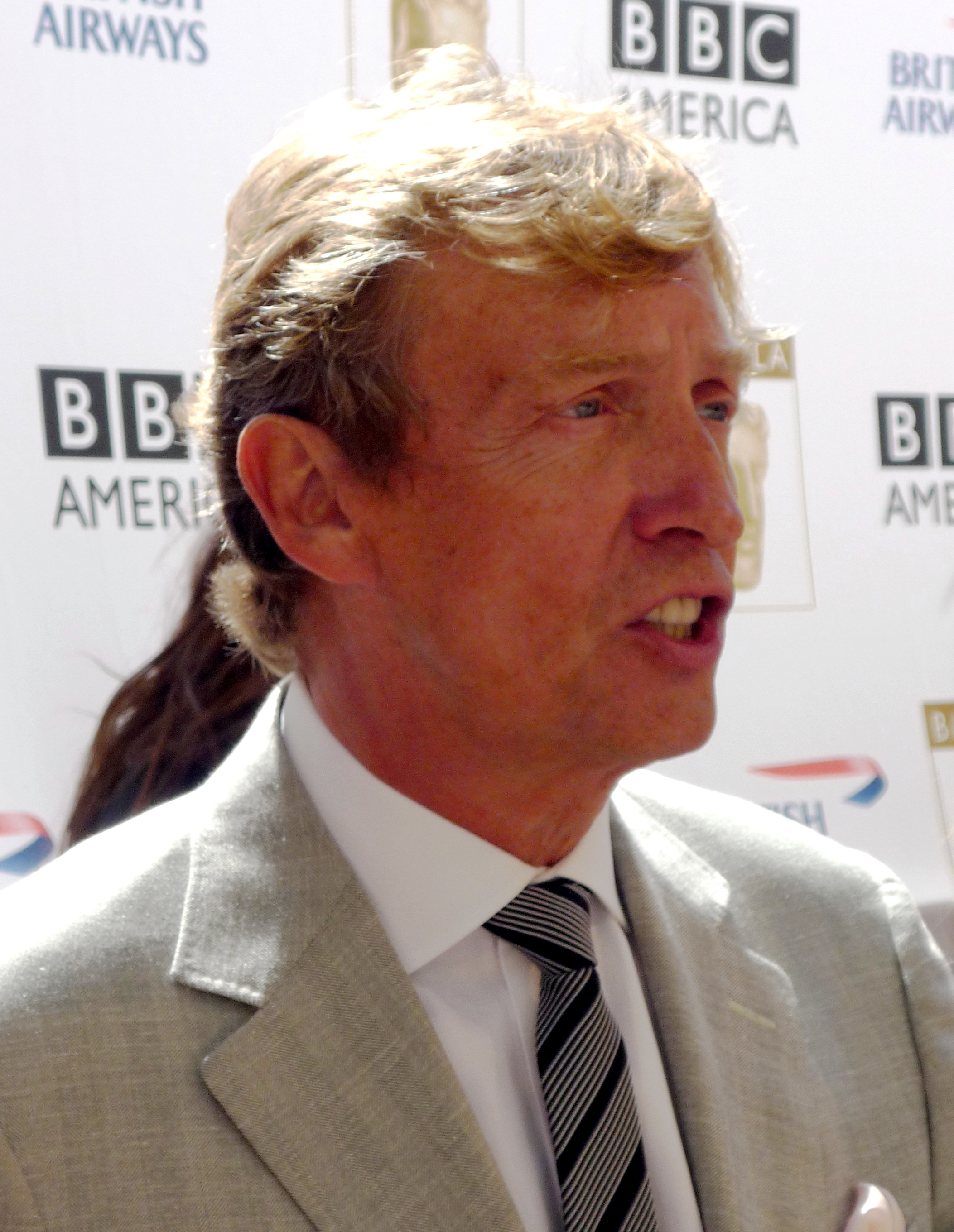
Nigel Lythgoe es el cocreador de So You Think You Can Dance, y ha sido el productor ejecutivo y jurado permanente en el panel de jueces de las producciones en las versiones estadounidenses y británica.

El panel de jueces también ha variado considerablemente (en términos de tamaño y de composición) durante todas las temporadas del show. Típicamente una temporada tiene 2-3 jueces permanentes con un adicional de 1-2 jueces invitados por episodio, mientras que entre 6-9 integrantes lo componen durante la Semana Las Vegas y durante la final. El productor ejecutivo Nigel Lythgoe es el único juez permanente en el panel durante las nueve temporadas. Otros jueces permanentes han sido ila especialista en ballroom y coreógrafa Mary Murphy, el director de cine y coreógrafo Adam Shankman y la coreógrafa de contemporáneo Mia Michaels. Los lugares de los jueces invitados son típicamente ocupados por coreógrafos que trabajan regularmente en el show (aunque nunca forman parte del panel el mismo día que participan como coreógrafos) y por importantes figuras del entretenimiento. La decisión de los jueces acerca de quién eliminar ha tenido una considerable variación a lo largo de las temporadas: típicamente esta facultad de tomar la última decisión, dura hasta la quinta semana de la competencia, pero en ciertas ocasiones, como las temporadas 7 y 8, esta facultad fue utilizada hasta etapas avanzadas de la competencia, alrededor de la séptima semana.

### Eliminación de la noche de resultados
En enero de 2012, FOX anunció que So You Think You Can Dance regresaría para su novena temporada con un formato similar al de la temporada 1, con un solo episodio semanal de dos horas de duración, eliminando la noche de resultados de cada semana. Nigel Lythgoe confirmó la información vía Twitter. En una corta entrevista posterior a la confirmación, Lythgoe comentó acerca del formato, explicando que el episodio de cada semana finalizaría con la revelación del bottom three entre todas las parejas (basado en los votos de la semana anterior) pero que luego de que todos los concursantes se hayan presentado en las rutinas de la nueva semana, mostrando a los jueces una rutina adicional para tener en cuenta al momento de la decisión (del bottom three) de a quién salvar y a quién eliminar esa semana. Esto contrasta con el formato de la primera temporada en donde los jueces elegían el bottom three, y los votos del público decidían a quién eliminar, siendo los resultados grabados y revelados al principio del episodio de la semana siguiente. Lythgoe también comentó acerca de los elementos que serán de menos relevancia en el show, sugiriendo las rutinas de grupo y de invitados como prioridad ante los invitados musicales.

### Visión general del formato y la presentación por cada temporada
| Temporadas | Fechas                            | Presentadora   | Jueces permanentes                       | ¿Resultados del Show por separado? | Número de finalistas en el primer show en vivo | Número de concursantes eliminados por semana | Número de concursantes que quedan en el final | ¿All-Stars incluidos en el formato? | Punto en el que los jueces ya no eligen más al eliminado |
| ---------- | --------------------------------- | -------------- | ---------------------------------------- | ---------------------------------- | ---------------------------------------------- | -------------------------------------------- | --------------------------------------------- | ----------------------------------- | -------------------------------------------------------- |
| 1          | Verano 2005 (julio–octubre)       | Lauren Sánchez | Nigel Lythgoe                            | No                                 | 16                                             | 2                                            | 4                                             | No                                  | Top 4                                                    |
| 2          | Verano 2006 (mayo–agosto)         | Cat Deeley     | Nigel Lythgoe                            | Si                                 | 20                                             | 2                                            | 4                                             | No                                  | Top 10                                                   |
| 3          | Verano 2007 (mayo–agosto)         | Cat Deeley     | Nigel Lythgoe Mary Murphy                | Si                                 | 20                                             | 2                                            | 4                                             | No                                  | Top 10                                                   |
| 4          | Verano 2008 (mayo–agosto)         | Cat Deeley     | Nigel Lythgoe Mary Murphy                | Si                                 | 20                                             | 2                                            | 4                                             | No                                  | Top 10                                                   |
| 5          | Verano 2009 (mayo–agosto)         | Cat Deeley     | Nigel Lythgoe Mary Murphy                | Si                                 | 20                                             | 2                                            | 4                                             | No                                  | Top 10                                                   |
| 6          | Otoño 2009 (septiembre–diciembre) | Cat Deeley     | Nigel Lythgoe Mary Murphy Adam Shankman  | Si                                 | 20                                             | 2                                            | 6                                             | No                                  | Top 10                                                   |
| 7          | Verano 2010 (mayo–agosto)         | Cat Deeley     | Nigel Lythgoe Adam Shankman Mia Michaels | Si                                 | 11                                             | 1                                            | 3                                             | Si                                  | Top 4                                                    |
| 8          | Verano 2011 (mayo–agosto)         | Cat Deeley     | Nigel Lythgoe Mary Murphy                | Si                                 | 20                                             | 2                                            | 4                                             | Si                                  | Top 6                                                    |
| 9          | Verano 2012 (mayo–agosto)         | Cat Deeley     | Nigel Lythgoe Mary Murphy                | No                                 | 20                                             | 2                                            | TBA                                           | Sí                                  | Top 20                                                   |

## Estilos de baile y coreógrafos
A lo largo de sus ocho temporadas, So You Think You Can Dance ha ofrecido docenas de estilos de baile diferentes en sus rutinas coreografiadas. La mayoría de estos estilos se dividen en cuatro categorías que son regularmente exhibidos y se puede encontrar en casi todos los episodios el rendimiento: occidentales contemporáneas/estilos clásico, los estilos de salón de baile, "street" estilos (hip-hop y géneros asociados) el jazz y sus estilos relacionados. Varias otras formas de danza que no caen en especial en estas amplias categorías se ven así, pero no con tanta regularidad. Los siguientes estilos han sido vistos en un dueto o una rutina coreografiada de grupo.
Los coreógrafos que trabajan para este espectáculo son Tabitha y Napoleon más conocidos como Nappytabs, gracias a su colaboración en So You Think You Can Dance desarrollaron una nueva forma de baile hip-hop, que el juez Adam Shankman más tarde lo llamaría “Hip Hop Lírico”, además de coreografiar "El Circo del Sol", el popular programa Mobbed y a estrellas de la música como Christina Aguilera y Jennifer López.
Si aún piensas que no conoces su trabajo, quizás cambie tu opinión si te digo que son los coreógrafos de uno de los números más admirados de So You Think You Can Dance: Keep Bleeding. Una coreografía que se convirtió en uno de los vídeos favoritos para muchos bailarines.
¿Te interesa? Pásate por su web oficial.

## Temporadas

### Ganadores y Finalistas
| Temporada | Ganador/es                          | Subcampeón/es                    | 3.er Lugar                         | 4.º Lugar                         | 5.º Lugar                          | 6.º Lugar                      |
| --------- | ----------------------------------- | -------------------------------- | ---------------------------------- | --------------------------------- | ---------------------------------- | ------------------------------ |
| 1         | Nick Lazzarini (Jazz Contemporáneo) | Melody Lacayanga (Contemporáneo) | Jamile McGee (Popping)             | Ashlé Dawson (Jazz)               |                                    |                                |
| 2         | Benji Schwimmer (Swing/Latin)       | Travis Wall (Contemporáneo)      | Donyelle Jones (Jazz/Hip-Hop)      | Heidi Groskreutz (Baile de Salón) |                                    |                                |
| 3         | Sabra Johnson (Contemporáneo)       | Danny Tidwell (Ballet)           | Neil Haskell (Contemporáneo)       | Lacey Schwimmer (Swing/Latin)     |                                    |                                |
| 4         | Joshua Allen (Hip-Hop)              | Stephen Boss (Hip Hop)           | Katee Shean (Contemporáneo)        | Courtney Galiano (Contemporáneo)  |                                    |                                |
| 5         | Jeanine Mason (Contemporáneo)       | Brandon Bryant (Contemporáneo)   | Evan Kasperzak (Broadway)          | Kayla Radomski (Contemporáneo)    |                                    |                                |
| 6         | Russell Ferguson (Krump)            | Jakob Karr (Contemporáneo)       | Kathryn McCormick (Contemporáneo)  | Ellenore Scott (Jazz)             | Ashleigh Di Lello (Baile de Salón) | Ryan Di Lello (Baile de Salón) |
| 7         | Lauren Froderman (Contemporáneo)    | Kent Boyd (Jazz Contemporáneo)   | Robert Roldan (Jazz Contemporáneo) |                                   |                                    |                                |
| 8         | Melanie Moore (Contemporáneo)       | Sasha Mallory (Contemporáneo)    | Marko Germar (Jazz Contemporáneo)  | Tadd Gadduang (B-boying)          |                                    |                                |
| 9         | Eliana Girard (Ballet)              | Tiffany Maher (Jazz)             |                                    |                                   |                                    |                                |
| 9         | Chehon Wespi-Tschopp (Ballet)       | Cyrus Spencer (Popping)          |                                    |                                   |                                    |                                |

## Programa especial
El 2 de septiembre de 2009, como preludio de la temporada 6, un programa especial transmitido ofrecen selecciones de juez para las 15 mejores rutinas de las primeras cinco temporadas. Al final del show, el creador del programa y juez Nigel Lythgoe presentó su actuación favorita, una pieza contemporánea con coreografía de Tyce Diorio e interpretada por Melissa Sandvig y Ade Obayomi.

## Premios

### Premios Emmy
| Año  | Resultado                        | Categoría                                                                             | Recibidor(es) Coreógrafo(s)                                                                  | Intérpretes                               | Estilo                                                                         | Música                                                         |
| ---- | -------------------------------- | ------------------------------------------------------------------------------------- | -------------------------------------------------------------------------------------------- | ----------------------------------------- | ------------------------------------------------------------------------------ | -------------------------------------------------------------- |
| 2007 | Ganador                          | Outstanding Choreography                                                              | Wade Robson                                                                                  | Temporada 2 finalistas                    | Pop-Jazz                                                                       | "Ramalama (Bang Bang)"—Róisín Murphy                           |
| 2007 | Mia Michaels                     | Outstanding Choreography                                                              | Travis Wall Heidi Groskreutz                                                                 | Contemporáneo                             | "Calling You"—Celine Dion                                                      |                                                                |
| 2008 | Ganador                          | Outstanding Choreography                                                              | Wade Robson                                                                                  | Hokuto "Hok" Konishi Jaimie Goodwin       | Jazz                                                                           | "The Chairman's Waltz" from Memoirs of a Geisha                |
| 2008 | Nominado                         | Outstanding Choreography                                                              | Mandy Moore                                                                                  | Neil Haskell Sabra Johnson                | Jazz                                                                           | "Sweet Dreams (Are Made of This)"—Eurythmics                   |
| 2008 | Nominado                         | Outstanding Choreography                                                              | Shane Sparks                                                                                 | Pasha Kovalev Lauren Gottlieb             | Hip-hop                                                                        | "Fuego"—Pitbull                                                |
| 2008 | Nominado                         | Outstanding Makeup For A Multi-Camera Series Or Special (Non-Prosthetic)              | Amy Strozzi Heather Cummings Tifanie White Crystal Wolfchild                                 |                                           |                                                                                |                                                                |
| 2009 | Ganador                          | Outstanding Choreography                                                              | Tyce Diorio                                                                                  | William Wingfield Jessica King            | Contemporáneo                                                                  | "Silence" deUnfaithful                                         |
| 2009 | Ganador                          | Outstanding Choreography                                                              | Napoleon D'umo Tabitha D'umo                                                                 | Mark Kanemura Chelsie Hightower           | Hip-hop                                                                        | "Bleeding Love"—Leona Lewis                                    |
| 2009 | Nominado                         | Outstanding Choreography                                                              | Mia Michaels                                                                                 | Stephen "Twitch" Boss Katee Shean         | Contemporáneo                                                                  | "Mercy"—Duffy                                                  |
| 2009 | Nominado                         | Outstanding Choreography                                                              | Dmitry Chaplin                                                                               | Joshua Allen Chelsie Hightower            | Tango Argentino                                                                | "A Los Amigos" de Forever Tango                                |
| 2009 | Nominado                         | Outstanding Makeup For A Multi-Camera Series Or Special (Non-Prosthetic)              | Amy Strozzi Heather Cummings Tifanie White Marie DelPrete                                    |                                           |                                                                                |                                                                |
| 2009 | Ganador                          | Outstanding Costumes For A Variety/Music Program Or A Special                         | Soyon An                                                                                     |                                           |                                                                                |                                                                |
| 2010 | Ganador                          | Outstanding Choreography                                                              | Mia Michaels                                                                                 | Evan Kasprzak Randi Evans                 | Contemporáneo                                                                  | "Koop Island Blues"—Koop feat Ane Brun                         |
| 2010 | Kūpono Aweau Kayla Radomski      | Outstanding Choreography                                                              | Mia Michaels                                                                                 | Contemporáneo                             | "Gravity"—Sara Bareilles                                                       |                                                                |
| 2010 | Temporada 5 Top 8                | Outstanding Choreography                                                              | Mia Michaels                                                                                 | Contemporáneo                             | "One" de A Chorus Line                                                         |                                                                |
| 2010 | Nominado                         | Outstanding Choreography                                                              | Stacey Tookey                                                                                | Jonathan "Legacy" Pérez Kathryn McCormick | Contemporáneo                                                                  | "Two Steps Away"—Patti LaBelle                                 |
| 2010 | Nominado                         | Outstanding Makeup For A Multi-Camera Series Or Special (Non-Prosthetic)              | Amy Strozzi Heather Cummings Crystal Wolfchild Tifanie White Marie DelPrete Adam Christopher |                                           |                                                                                |                                                                |
| 2010 | Ganador                          | Outstanding Costumes For A Variety/Music Program Or A Special                         | Soyon An Graine O'Sullivan                                                                   |                                           |                                                                                |                                                                |
| 2011 | Ganador                          | Outstanding Choreography                                                              | Napoleon and Tabitha D'umo                                                                   | Robert Roldan Dominic Sandoval            | Hip-Hop                                                                        | "Scars"—Basement Jaxx ft. Kelis, Meleka, and Chipmunk          |
| 2011 | Comfort Fedoke AdéChiké Torbert  | Outstanding Choreography                                                              | Napoleon and Tabitha D'umo                                                                   | Lyrical Hip-Hop                           | "Fallin'"—Alicia Keys                                                          |                                                                |
| 2011 | Alex Wong Stephen "Twitch" Boss  | Outstanding Choreography                                                              | Napoleon and Tabitha D'umo                                                                   | Hip-Hop                                   | "Outta Your Mind" (District 78 Mix)—Lil John y LMFAO                           |                                                                |
| 2011 | Ganador                          | Outstanding Choreography                                                              | Mia Michaels                                                                                 | Season 7 Top 6 and All-Stars              | Contemporáneo                                                                  | "Every Little Thing She Does Is Magic"—Sting                   |
| 2011 | Season 7 Top 8                   | Outstanding Choreography                                                              | Mia Michaels                                                                                 | Contemporáneo                             | "When We Dance"—Sting                                                          |                                                                |
| 2011 | Billy Bell Ade Obayomi Alex Wong | Outstanding Choreography                                                              | Mia Michaels                                                                                 | Contemporary                              | "This Bitter Earth/On the Nature of Twilight"—Max Richter and Dinah Washington |                                                                |
| 2011 | Nominado                         | Outstanding Choreography                                                              | Mandy Moore                                                                                  | Lauren Froderman Ade Obayomi              | Pop-Jazz                                                                       | "Oh Yeah"—Yello                                                |
| 2011 | Billy Bell Lauren Froderman      | Outstanding Choreography                                                              | Mandy Moore                                                                                  | Jazz                                      | "Boogie Shoes"—KC & the Sunshine Band                                          |                                                                |
| 2011 | Charlie Bruce Neil Haskell       | Outstanding Choreography                                                              | Mandy Moore                                                                                  | Contemporáneo                             | "I Surrender"—Celine Dion                                                      |                                                                |
| 2011 | Nominado                         | Outstanding Choreography                                                              | Stacey Tookey                                                                                | Billy Bell Ade Obayomi                    | Contemporáneo                                                                  | "Mad World" (Alternate Version)—Michael Andrews ft. Gary Jules |
| 2011 | Kent Boyd Allison Holker         | Outstanding Choreography                                                              | Stacey Tookey                                                                                | Contemporáneo                             | "Sundrenched World" (Live Session)—Joshua Radin                                |                                                                |
| 2011 | Kathryn McCormick Robert Roldan  | Outstanding Choreography                                                              | Stacey Tookey                                                                                | Contemporáneo                             | "Heaven is a Place on Earth"—Katie Thompson                                    |                                                                |
| 2011 | Nominado                         | Outstanding Choreography                                                              | Travis Wall                                                                                  | Kent Boyd Lauren Froderman                | Contemporáneo                                                                  | "Collide" (Acoustic Version)—Howie Day                         |
| 2011 | Kent Boyd Neil Haskell           | Outstanding Choreography                                                              | Travis Wall                                                                                  | Contemporáneo                             | "How It Ends"—DeVotchKa                                                        |                                                                |
| 2011 | Allison Holker Robert Roldan     | Outstanding Choreography                                                              | Travis Wall                                                                                  | Contemporáneo                             | "Fix You"—Coldplay                                                             |                                                                |
| 2011 | Nominado                         | Outstanding Host for a Reality or Reality-Competition Program                         | Cat Deeley                                                                                   |                                           |                                                                                |                                                                |
| 2011 | Ganador                          | Outstanding Lighting Design/Lighting Direction for a Variety, Music, or Comedy Series | Robert Barnhard Peter Radcie Patrick Boozer Matt Firestone                                   |                                           |                                                                                |                                                                |
| 2011 | Nominado                         | Outstanding Reality-Competition Program                                               | Producers                                                                                    |                                           |                                                                                |                                                                |

- La exconcursante Chelsie Hightower también fue nominado para Mejor Coreografía por los premios Emmy 2010 para una rutina de Dancing with the Stars.
- Wade Robson y Mia Michaels son comunes a los ganadores, junto con Rob Marshall y John Deluca de Tony Bennett: An American Classic.

### Teen Choice Awards
| Año  | Resultado                | Categoría                      |
| ---- | ------------------------ | ------------------------------ |
| 2006 | Ganador                  | Choice TV: Breakout Show       |
| 2006 | Ganador                  | Choice Summer Series           |
| 2007 | Nominado                 | Choice Summer TV Show          |
| 2008 | Nominado                 | Choice Summer TV Show          |
| 2008 | Choice TV: Reality Dance |                                |
| 2010 | Nominado                 | Choice Personality: Cat Deeley |
| 2010 | Choice Summer TV Show    |                                |